# Paul Solet
Paul Solet (nascut el 13 de juny de 1979) és un director de cinema, productor de cinema, escriptor i actor nord-americà.

## Biografia
Va néixer a Cambridge (Massachusetts), i va assistir a la classe de Cambridge Rindge i Latin School de 1998. Va assistir a l'Emerson College i va rebre una llicenciatura en cinema i Psicologia el 2002, així com un certificat de guió el 2003.
Després de rebre una llicenciatura en cinema i psicologia per l'Emerson College el 2002, i un certificat en guió per la mateixa escola el 2003, Solet va començar a treballar col·laborant en un guió de llargmetratge amb el seu mentor, Eli Roth (Cabin Fever, Hostel), mentre continuava escrivint i dirigint el seu propi material.
El curtmetratge de Solet del 2005, Means to an End, va ser guardonat com a millor curtmetratge de terror per l'autoritat número u del gènere, Fangoria. Means to an End va acabar al DVD de Fangoria el prestigiós Blood Drive 2. Means to an End també va guanyar el millor curtmetratge i el premi a l'elecció del públic al Festival Internacional de Cinema de Rhode Island de 2005 i Millor pel·lícula de terror extrem al Festival Internacional de Cinema Dragon Con. El següent curtmetratge de Solet, Grace, projectat a desenes de festivals, va guanyar el millor curtmetratge al Festival Internacional de Cinema de Rhode Island de 2006 val, al Peer's Choice Award a Dragon Con 2006, i es va convertir en la primera pel·lícula independent a projectar-se a Fangoria TV.
Solet ha rebut elogis per la seva feina com a guionista. El seu guió de terror corporal, Repeater, va ocupar el segon lloc al First Glance Film Festival de Hollywood, va ser quart finalista de l'Expo Screenwriting de 2006 i un finalista del concurs de guió VisionFest 2006 de Nova York. El seu llargmetratge de thriller Heartland  va guanyar el tercer lloc al VisionFest 2005, va ser un quart de finalista al Concurs de guió de terror de 2005, va acabar entre el 25% superior a l'Expo Screenwriting de 2006 i va ser quart finalista al Concurs de l'Associació de Guionistes Americans de 2006.
L'editor de la revista Fangoria, Tony Timpone, ha anomenat Solet, "Un talent de terror per veure", la revista Rue Morgue ha dit: "Solet està, sens dubte, destinat a convertir-se en un nom familiar en el gènere", i Eli Roth ha dit que el treball de Solet "Fa que Cabin Fever sembli una pel·lícula de Disney...".

### Grace
El maig de 2008 Paul va acabar la producció de la versió llargmetratge de Grace, de la qual es va destil·lar el seu curtmetratge tan elogiat. Des de la seva estrena al Festival de Sundance 2009, on dos homes del públic es van desmaiar per la intensitat de la pel·lícula, Grace s'ha reproduït a festivals d'arreu del món, inclosos SXSW, Brussel·les, i Gérardmer, on va guanyar el prestigiós Prix du Jury. Va participar en sis altres grans festivals internacionals de cinema durant els dos mesos següents, i molts més en els mesos següents. La pel·lícula finalment va rebre una estrena limitada a les sales el 14 d'agost de 2009.

### Altres projectes
Paul va protagonitzar el vídeo "Jack Chop" del cineasta Adam Green. "Jack Chop" és un curtmetratge que falsifica el comercial informatiu "Slap Chop". També va dirigir el 2014 el psicothriller Dark Summer. També va ser director de la pel·lícula d'antologia Tales of Halloween.

## Filmografia
| Any  | Pel·lícula               | Acreditat com a | Acreditat com a | Acreditat com a | Acreditat com a | Acreditat com a        |
| Any  | Pel·lícula               | Director        | Producer        | Guionista       | Actor           | Role                   |
| ---- | ------------------------ | --------------- | --------------- | --------------- | --------------- | ---------------------- |
| 2005 | Means To An End          | Sí              | Sí              | Sí              | Sí              | Skinny Guy             |
| 2005 | Fangoria: Blood Drive II | Sí              | No              | No              | No              | n/a                    |
| 2006 | Grace (curtmetratge)     | Sí              | Sí              | Sí              | No              | n/a                    |
| 2009 | Grace                    | Sí              | Sí              | Sí              | No              | n/a                    |
| 2009 | The Tivo                 | No              | No              | No              | Sí              | Guy On Phone           |
| 2009 | The Jack Chop            | No              | No              | No              | Sí              | Nicolo (Jack Chop Guy) |
| 2017 | Bullet Head              | Sí              | Sí              | Sí              | No              |                        |